# Takuma Mizutani
Takuma Mizutani (水谷 拓磨 Mizutani Takuma?, nacido el 24 de abril de 1996 en Shizuoka) es un futbolista japonés que se desempeña como centrocampista en el Nagano Parceiro de la J1 League.

## Trayectoria

### Clubes
| Club                      | País  | Año         |
| ------------------------- | ----- | ----------- |
| Shimizu S-Pulse           | Japón | 2014 - 2019 |
| J. League sub-22 (cedido) | Japón | 2015        |
| FC Imabari (cedido)       | Japón | 2016 - 2017 |
| Nagano Parceiro           | Japón | 2020 -      |

## Estadística de carrera

### J. League
| Club             | Año   | J. League | J. League | Copa J. League | Copa J. League | Total | Total |
| Club             | Año   | Part.     | Goles     | Part.          | Goles          | Part. | Goles |
| ---------------- | ----- | --------- | --------- | -------------- | -------------- | ----- | ----- |
| Shimizu S-Pulse  | 2014  | 6         | 0         | 0              | 0              | 6     | 0     |
| Shimizu S-Pulse  | 2015  | 5         | 0         | 4              | 0              | 9     | 0     |
| Shimizu S-Pulse  | 2016  | 0         | 0         | 0              | 0              | 0     | 0     |
| J. League sub-22 | 2015  | 3         | 0         | -              | -              | 3     | 0     |
| Total            | Total | 14        | 0         | 4              | 0              | 18    | 0     |